# Joseph Desmedt
Joseph Desmedt, né le 30 avril 1912, et mort le 17 janvier 1980, est un footballeur international belge actif durant les années 1930. Il remporte deux titres de champion de Belgique avec l'Union saint-gilloise.

## Carrière
Joseph Desmedt fait ses débuts avec l'équipe première d'Uccle Sport en 1928, alors qu'il n'a que seize ans. Le club évolue alors en Division 1, le deuxième niveau national. Il s'installe au fil des saisons comme un titulaire indiscutable à la pointe de l'attaque et inscrit de nombreux buts pour le club. Cela lui permet d'être convoqué à quatre reprises en équipe nationale belge entre mars et mai 1933, un fait rare pour un joueur n'évoluant pas en Division d'Honneur. Il inscrit deux buts durant ces quatre rencontres et est recruté par la Royale Union saint-gilloise, récent champion de Belgique. D'emblée titularisé, il participe à la conquête de deux nouveaux titres de champion lors de ses deux premières raisons à l'Union, qui reste invaincue durant 60 matches consécutifs. Par la suite, le club termine trois saisons d'affilée sur la troisième marche du podium.
Lors du déclenchement de la Seconde Guerre mondiale, les compétitions sont interrompues. Joseph Desmedt joue encore avec l'Union jusqu'en 1942. 
Après la guerre, il devient journaliste sportif au quotidien La Lanterne (aujourd'hui La Capitale). Il a également animé les rencontres dominicales de footballeurs organisées au Martini Center place Rogier et à La Lanterne, place de Brouckère à Bruxelles.

## Statistiques
| Saison                | Club                  | Championnat           | Championnat | Championnat | Coupe(s) nationale(s) | Coupe(s) nationale(s) | Total | Total |
| Saison                | Club                  | Division              | M.          | B.          | M.                    | B.                    | M.    | B.    |
| 1928-1929             | Uccle Sport           | Division 2            | -           | -           | 0                     | 0                     | 0     | 0     |
| 1929-1930             | Uccle Sport           | Division 2            | -           | -           | 0                     | 0                     | 0     | 0     |
| 1930-1931             | Uccle Sport           | Division 2            | -           | -           | 0                     | 0                     | 0     | 0     |
| 1931-1932             | Uccle Sport           | Division 2            | -           | -           | 0                     | 0                     | 0     | 0     |
| 1932-1933             | Uccle Sport           | Division 2            | -           | -           | 0                     | 0                     | 0     | 0     |
| Sous-total            | Sous-total            | Sous-total            | -           | -           | -                     | -                     | 0     | 0     |
| 1933-1934             | Union saint-gilloise  | Division 1            | -           | -           | 0                     | 0                     | 0     | 0     |
| 1934-1935             | Union saint-gilloise  | Division 1            | -           | -           | -                     | -                     | 0     | 0     |
| 1935-1936             | Union saint-gilloise  | Division 1            | -           | -           | 0                     | 0                     | 0     | 0     |
| 1936-1937             | Union saint-gilloise  | Division 1            | -           | -           | 0                     | 0                     | 0     | 0     |
| 1937-1938             | Union saint-gilloise  | Division 1            | 22          | 27          | 0                     | 0                     | 22    | 27    |
| 1938-1939             | Union saint-gilloise  | Division 1            | 20          | 10          | 0                     | 0                     | 20    | 10    |
| 1941-1942             | Union saint-gilloise  | Division 1            | -           | -           | 0                     | 0                     | 0     | 0     |
| Sous-total            | Sous-total            | Sous-total            | -           | -           | -                     | -                     | 0     | 0     |
| Total sur la carrière | Total sur la carrière | Total sur la carrière | 42          | 37          | -                     | -                     | 42    | 37    |

## Palmarès
- 2 fois champion de Belgique en 1934 et 1935 avec l'Union saint-gilloise.

## Carrière internationale
Joseph Desmedt compte quatre sélections en équipe nationale belge, pour autant de matches joués. Il dispute son premier match avec les « Diables Rouges » le 12 mars 1933 contre la Suisse, au cours duquel il inscrit le premier but du match après seulement six minutes de jeu. Il joue son quatrième et dernier match le 7 mai de la même année, en déplacement aux Pays-Bas, inscrivant également le premier but du match, cette fois après onze minutes. À l'époque, il évolue encore en Division 1, soit le deuxième niveau national belge.
Le tableau ci-dessous reprend toutes les sélections de Joseph Desmedt. Le score de la Belgique est toujours indiqué en gras.
| Date       | Compétition  | Adversaire | Lieu      | Score | Remarque  |
| ---------- | ------------ | ---------- | --------- | ----- | --------- |
| 12/03/1933 | Match amical | Suisse     | Zurich    | 3-3   | 6e (0-1)  |
| 26/03/1933 | Match amical | France     | Colombes  | 3-0   |           |
| 09/04/1933 | Match amical | Pays-Bas   | Anvers    | 1-3   |           |
| 07/05/1933 | Match amical | Pays-Bas   | Amsterdam | 1-2   | 11e (0-1) |